# Hischam Kandil

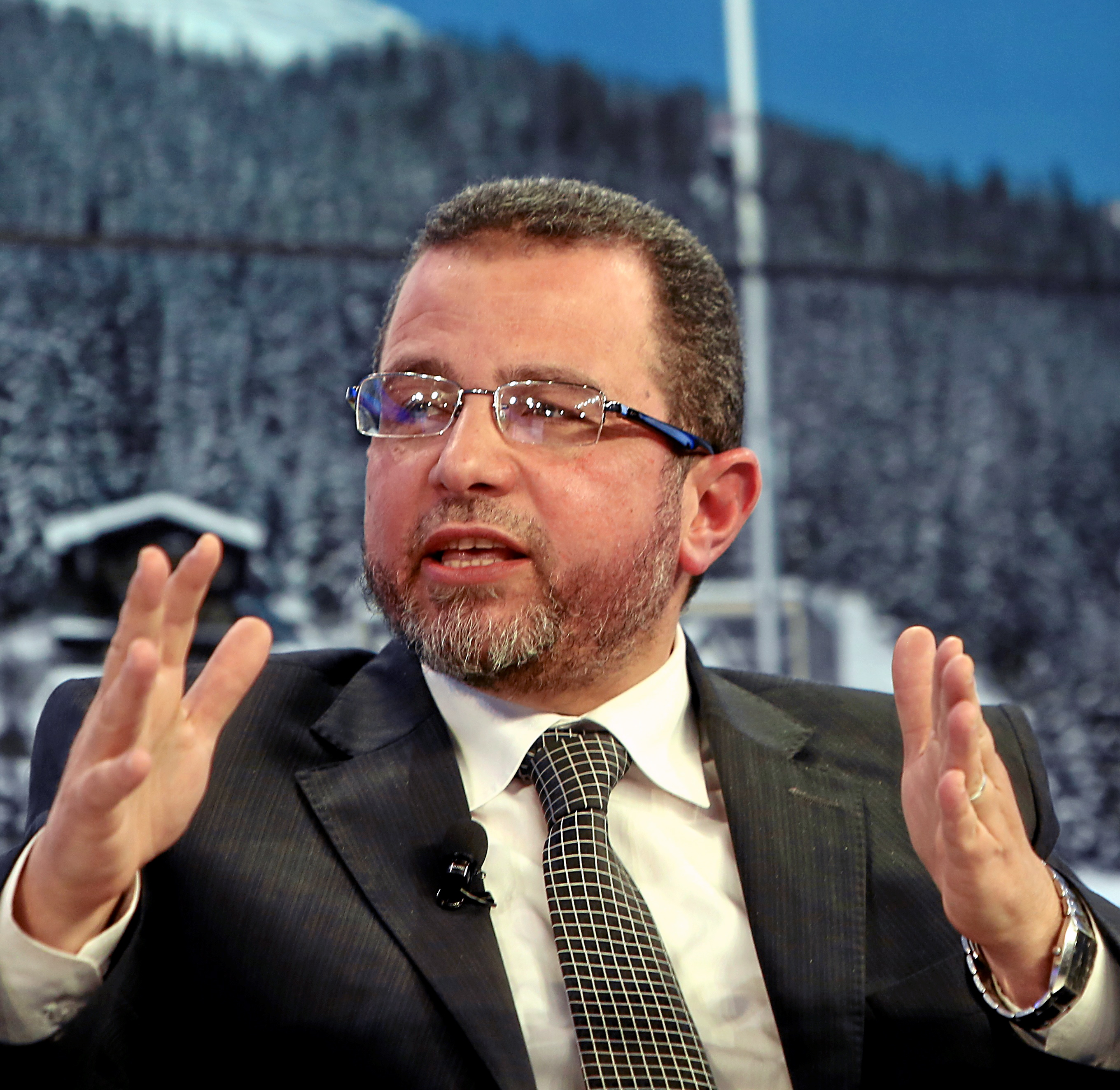
Kandil während des WEFs 2013

Hischam Mohammed Kandil (auch Hescham Kandil; arabisch هشام قنديل, DMG Hišām Qandīl; * 17. September 1962) ist ein Ingenieur und ehemaliger Premierminister von Ägypten.

## Studium und Beruf
Kandil hat an der Universität Kairo studiert und erwarb 1984 den Abschluss in Bachelor of Engineering. Von 1988 bis 1993 studierte er in den Vereinigten Staaten und machte 1988 den Master in der Wasserwirtschaft an der University of Utah und promovierte 1993 an der University of North Carolina at Chapel Hill zum Ph.D. Landtechnik und Biotechnologie. 1995 kehrt er nach Ägypten zurück und ist im Staatsdienst am National Water Research Centre (NWRC), der technischen Abteilung des Ministeriums für Bewässerung und Wasserwirtschaft (MED) und der Tourism Development Authority (TDA), tätig. Von 1999 bis 2005 war Büroleiter für den Minister der Wasserressourcen. Von 2004 bis Anfang 2011 war er in Tunis (Tunesien) Leiter des Bereichs Wasserressourcen bei der Afrikanischen Entwicklungsbank (AfDB).

## Politische Karriere
Nach der Revolution in Ägypten 2011 wird Kandil in das mit dem Obersten Rat der Streitkräfte abgestimmten Kabinett Scharaf berufen und wird am 21. Juli 2011 zum Minister für Wasservorräte und Bewässerung ernannt. Nach der Regierungsumbildung behielt er ab 7. Dezember 2011 auch sein Amt im Zweiten Kabinett El-Ganzuri. 
Am 24. Juli 2012 wurde er als eher konservativer „Unabhängiger“ von Präsident Mohammed Mursi (FGP) in das Amt des Premierministers berufen und wurde am 2. August 2012 Premierminister und stand seinem Kabinett Kandil vor. Am 6. Januar 2013 unternahm er eine Regierungsumbildung und zehn Ministerposten wurden neu vergeben. 
Am 1. Juli 2013 traten fünf Kabinettsmitglieder (u. a. Mohamed Kamel Amr) aufgrund anhaltender Massenproteste zurück. Am 3. Juli 2013 erfolgte die Machtübernahme durch das ägyptische Militär, die am 9. Juli 2013 den Übergangs-Premierminister Hasim al-Beblawi einsetzte.

## Prozess
Noch während seiner Amtszeit wurde Kandil von einem Gericht im April 2012 zu einem Jahr Gefängnis verurteilt, weil er einem Gerichtsurteil aus dem Jahr 2011 nicht nachkam, den „Verkauf eines ägyptischen Textilunternehmens durch die Regierung des langjährigen Machthabers Hosni Mubarak an einen saudischen Investor“ rückgängig zu machen. Dabei handelt es sich um das im Jahr 1954 gegründete Unternehmen Tanta Flachs and Oil Company. Ein Berufungsgericht bestätigte am 3. Juli 2013 das Urteil und damit auch die Absetzung Kandils als Premierminister. Im September 2013 bestätigte der Kassationshof in Kairo das Urteil. Kandil hatte zuvor Beschwerde eingereicht. Am 24. Dezember 2013 wurde er verhaftet; nach Angaben des ägyptischen Innenministeriums habe er versucht, in den Sudan zu flüchten. Im Juli 2014 wurde das Urteil aufgehoben und Kandil aus dem Gefängnis entlassen.